# 이주영 (1988년)
이주영(1988년 12월 9일 ~ )은 대한민국의 뮤지컬배우이자 연극배우이다.

## 뮤지컬
- 2013년 뮤지컬 《노틀담의 곱추》
- 2013년 뮤지컬 《제25회 거창국제연극제 - 노틀담의 곱추》 ... 쫌팽이 3 역
- 2013년 뮤지컬 《노틀담의 꼽추》(과천공연) ... 쫌팽이 역
- 2015년 뮤지컬 《로미오와 줄리엣》 ... 몬테규 역

## 연극
- 2009년 연극 《죽여주는 이야기》 ... 안락사 역
- 2014년 연극 《아기돼지 삼형제》 ... 늑대 역
- 2016년 연극 《죽여주는 이야기》 (대구공연) ... 안락사 역
- 2023년 연극 《운빨로맨스》(부산공연) ... 한량하 역
- 2023년 연극 《운빨로맨스》 ... 한량하 역
- 2023년 연극 《죽여주는 이야기》 ... 안락사 역
- 2024년 연극 《라면》 … 이경필 역
- 2025년 연극  《오백에삼십》 … 배변 역

## 같이 보기
- 최로아 : 연극 《운빨로맨스》를 통해 같이 호흡을 맞춘 계기가 되었다.